# Bulgari

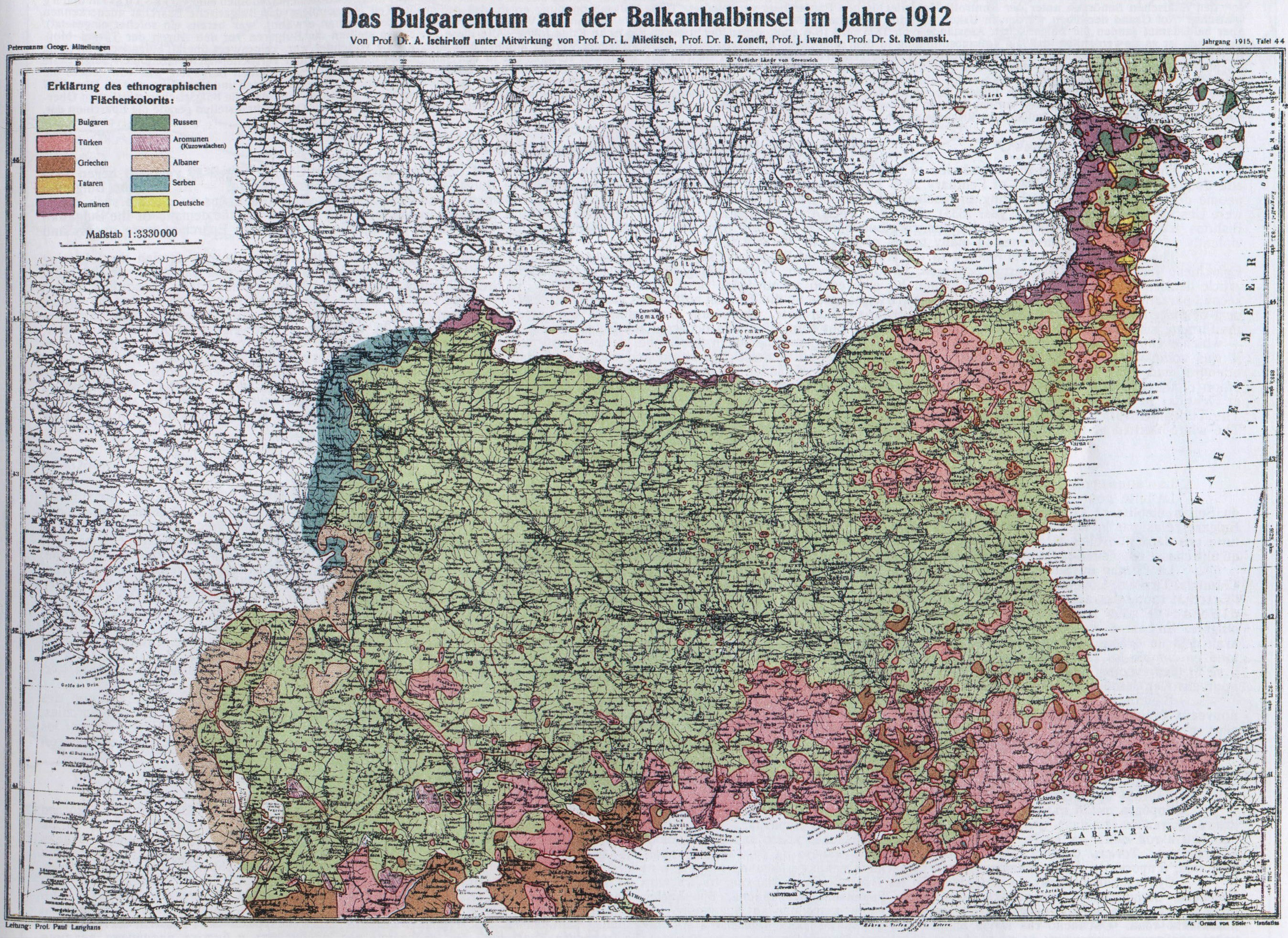
Spațiul etnic bulgar și zonele adiacente în 1912. La vremea respectivă macedonenii slavi se considerau ca fiind bulgari.

Popoare migratoare pe teritoriul României și al Republicii Moldova

Bulgarii sunt un popor sud slav care trăiește preponderent în Bulgaria, dar și în Macedonia de Nord (existența unei etnii macedonene slave este negată de către unii oameni de știință, mai ales bulgari, care consideră că aceștia ar fi de fapt tot bulgari), Ucraina (în sud), Republica Moldova (în sud), Serbia (în nord și în est), Grecia (în est), Turcia (în partea europeană) și în România. Numărul total al bulgarilor se cifrează la aproximativ 7 milioane de persoane.
Numele de "bulgari" l-au căpătat în secolul VII de la protobulgari, un neam turcic sau iranian (scitic) care a stăpânit teritoriul actual al Bulgariei. Bulgarii vorbesc limba bulgară. Cei mai mulți bulgari sunt creștini ortodocși, însă există în Tracia și un mic grup de bulgari musulmani care se numesc "pomaci".
Bulgarii dețin multe elemente folcloristice comune cu românii datorită rădăcinilor tracice parțial comune.

## Bulgari de-a lungul istoriei

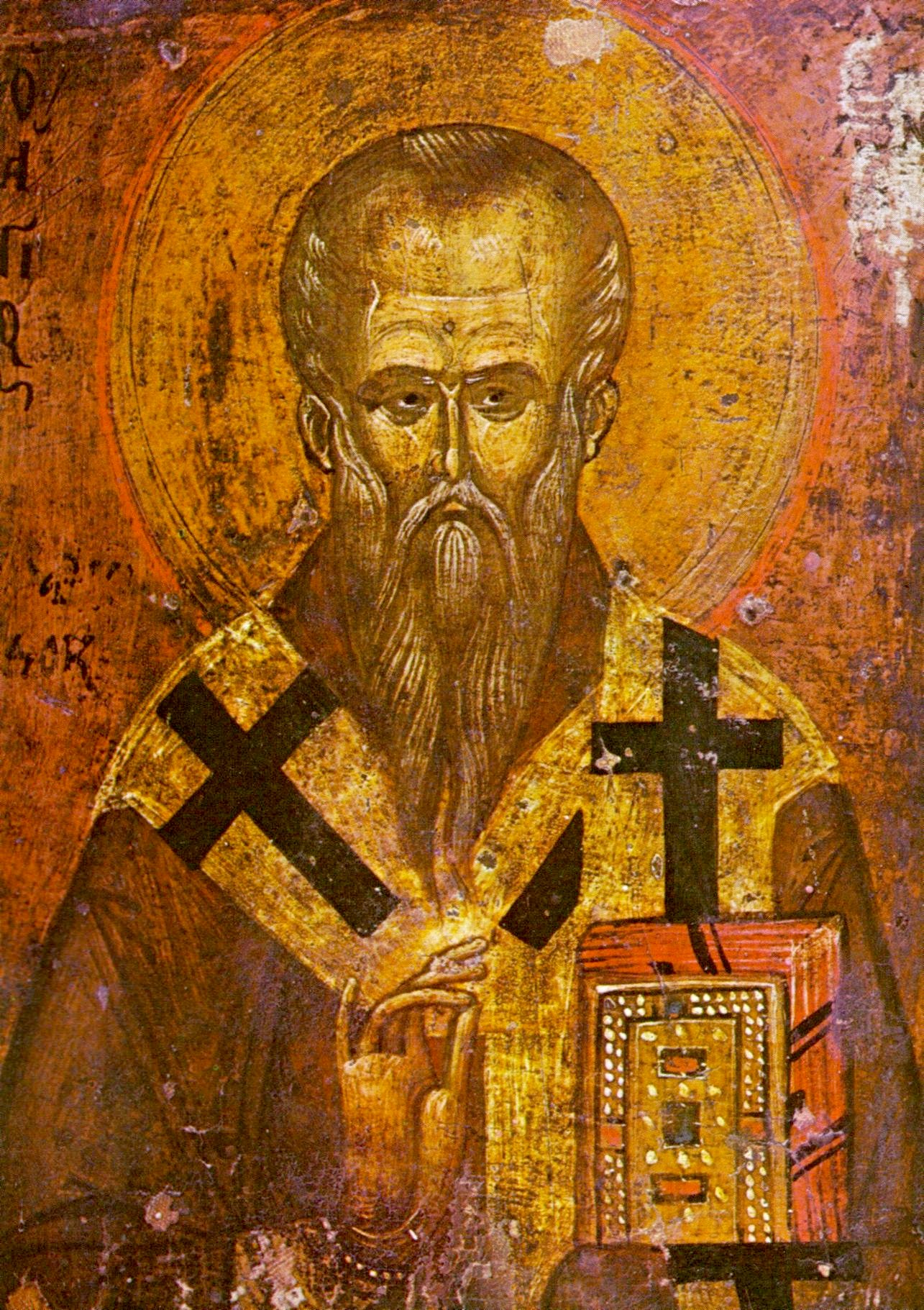
Icoana Sfântului Clement din Ohrid (ca. 840–916), primul episcop al Bulgariei
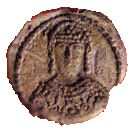
Ţarul Simeon (893-927)
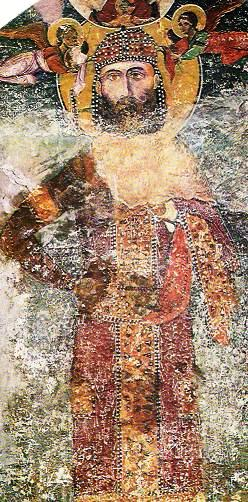
Ţarul Ioan Alexandru al Bulgariei (1331-1371)
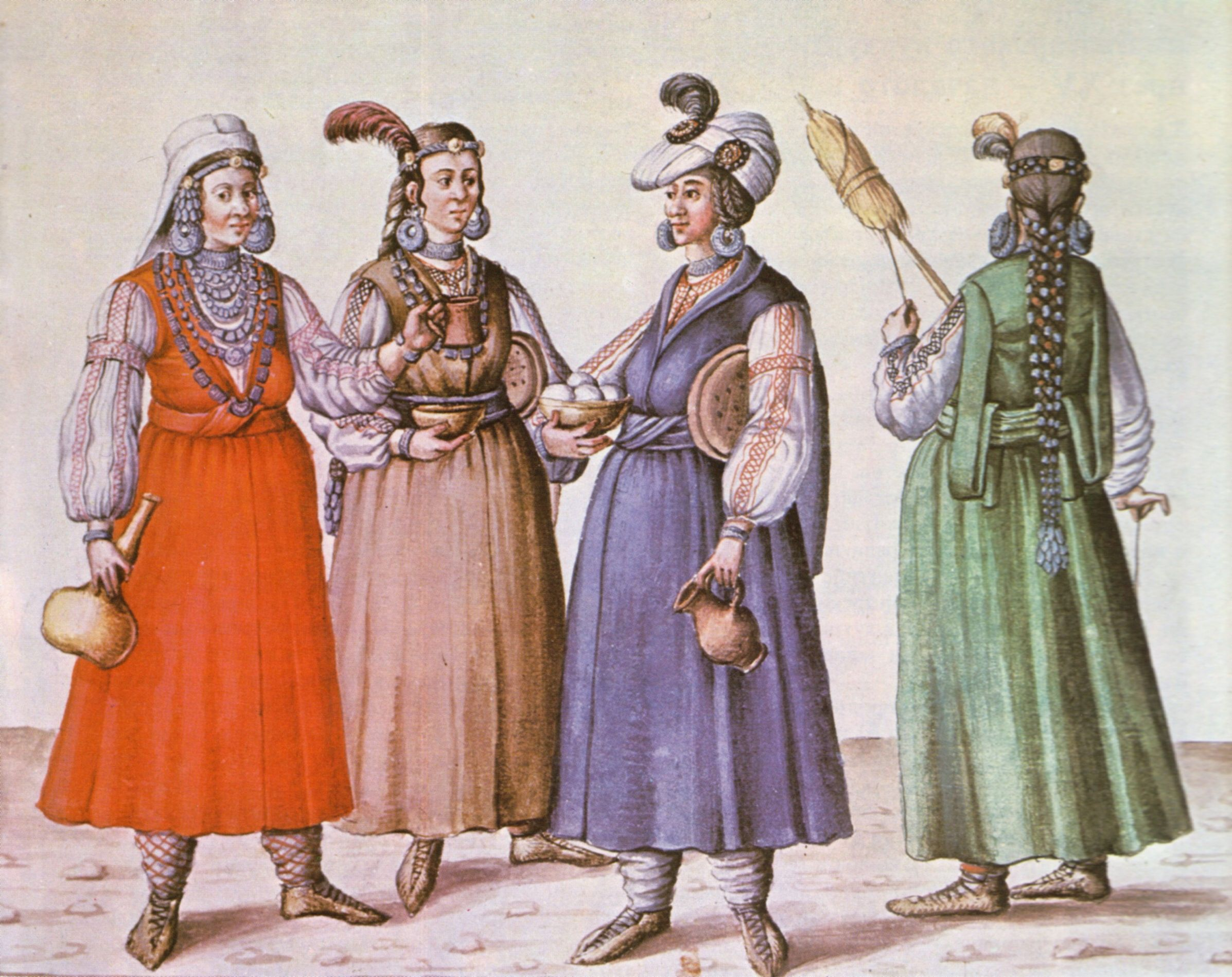
Femei din Bulgaria din perioada Imperiului Otoman (secolul al XVI-lea)
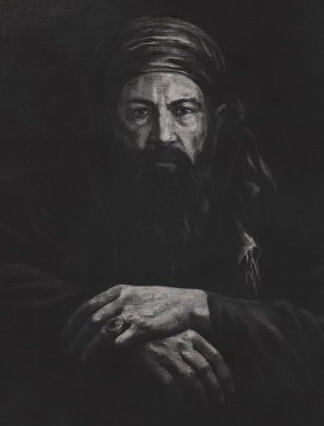
Rostislav Stratimirovic, principe Târnovo (secolul al XVII-lea)
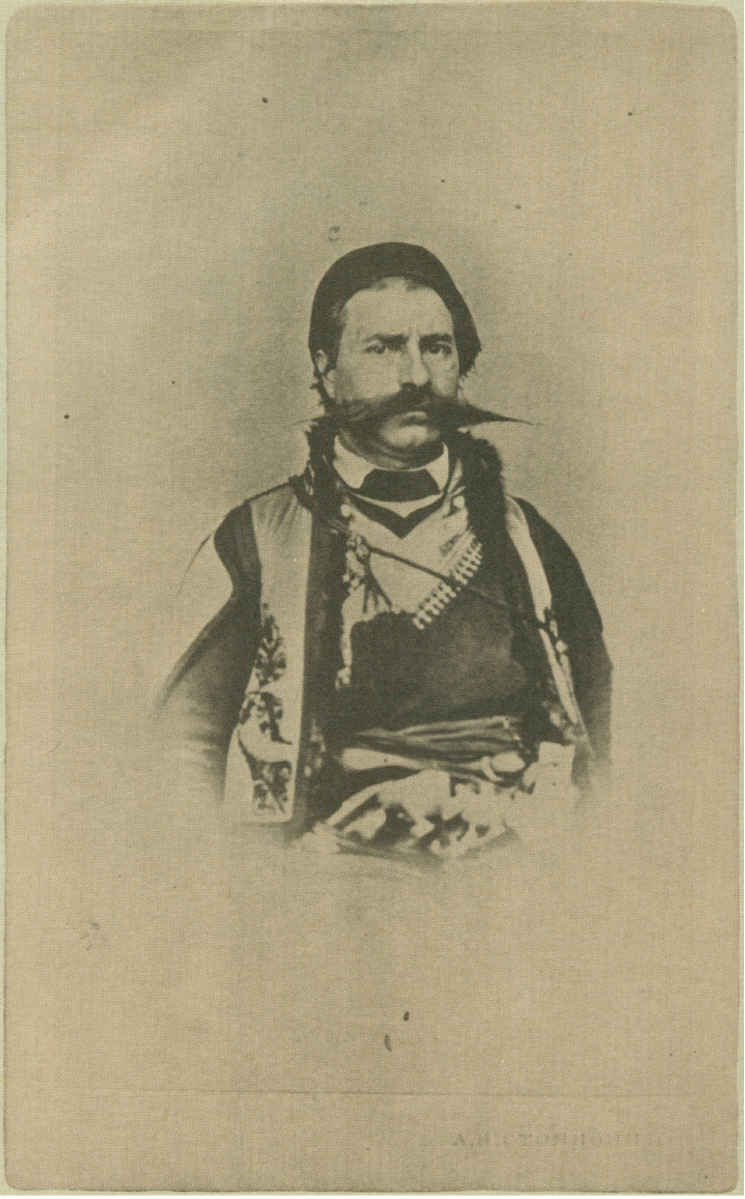
Panaiot Hitov, haiduc și voievod (1830 - 1918)
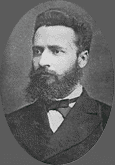
Hristo Botev (1848–1876), poet și revoluționar
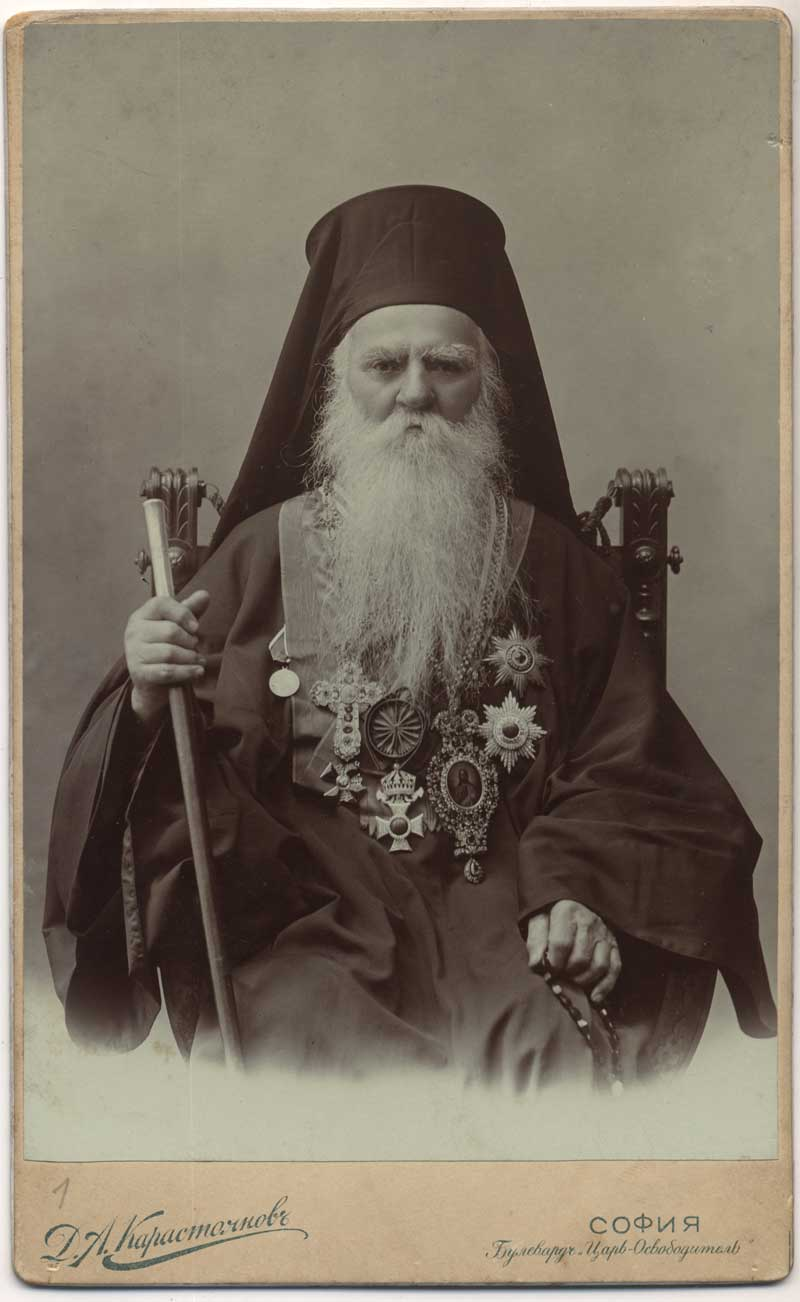
Nathanael Ohridski, organizator al insurecției de la Kresna-Razlog
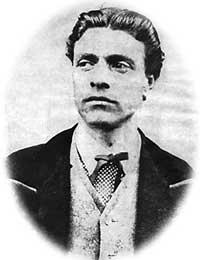
Vasil Levski, erou național al Bulgariei
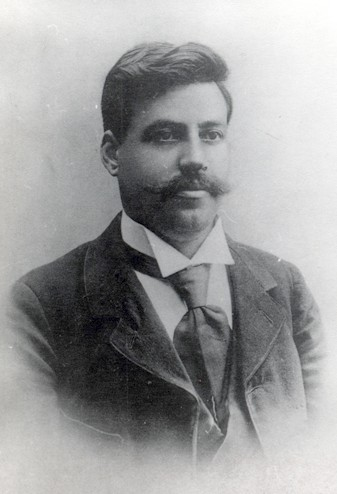
Goţe Delcev, conducător al comitetului revoluționar bulgaro-macedonean de la Adrianopole
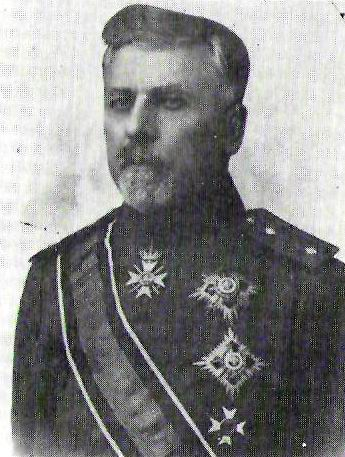
Vladimir Vazov, general şi erou
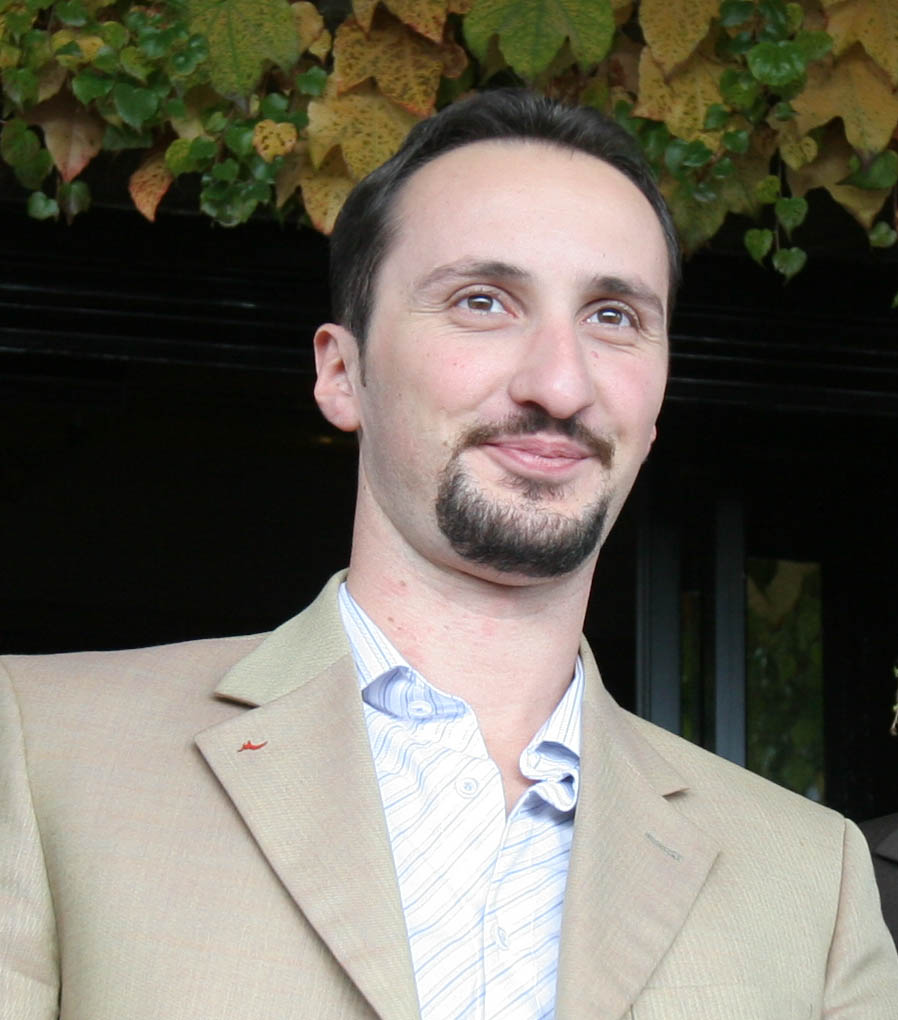
Veselin Topalov, campion mondial la șah în 2005
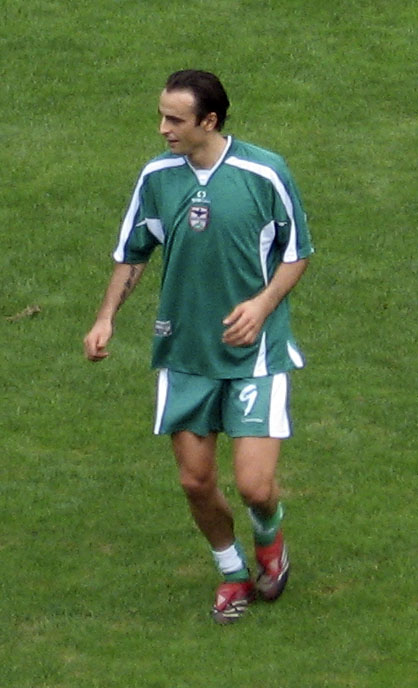
Dimităr Berbatov, fotbalist